# نجاة كنعش
نجاة كنعش هي طاهية مغربية-إسبانية، ولدت في بلدة أوريو الساحلية، الواقعة في إقليم الباسك الإسباني عام 1978، وهي تنحدر من عائلة مغربية هاجرت إلى إسبانيا، تعلمت الطهي على أيدي بعض أشهر الطهاة المعروفين، سافرت الى أوروبا والمغرب والولايات المتحدة، وعاشت في هولندا والمكسيك، وبسبب تنقلها الكثير عكست في مطبخها الصفات المغربية، ومزجتها مع الثقافة الشرقية، لتصبح واحدة من أهم الطهاة، صقلت موهبتها من خلال دراسة الطهي، وعملت مع صاحب مطعم إل بولي، فيران أدريان، ومع الشيف رينيه ريدزيبي، صاحب مطعم نوما، ومع العديد من الطهاة، وتقيم حالياً في مدينة فاس في المغرب.

## سيرتها
ولدت نجاة لأبوين مغربيين، من القرى القريبة من مدينة تازة الواقعة بين الأطلس المتوسط وجبال الريف، هاجروا إلى سان سيباستيان في عام 1975، في عام 1978 في مدينة أوريو. تعلمت الطهي على يد جدتها التي ولدت في جبال الأطلس، وكانت تشاهد والدتها وخالتها تقومان بالطهي مع جدتها في مطبخ العائلة في إسبانيا، ولكنهن كن يستخدمن جميع الوصفات المغربية ووجود الزيتون والقمح والكمون والعدس والحمص، فتقول: «أنا أعشق المأكولات الإسبانية المطعمة بالمطبخ المغربي، وأنا ممتنة لأني فتحت عيوني على ثقافتين مختلفتين استطعت من خلالهما خلق ثقافتي الخاصة بالأكل». درست الدراما في جامعة سري بلندن، وتخرجت منها عام 2000، قدمت عروضاً مسرحية في برشلونة ومدريد، سافرت الى لاهاي وروتردام، وأنشأت شركة تجهيز مناسبات. تعلمت فنون الطهي في هولندا، وتأثرت بفن الطهي الجزيئي، عملت في مطاعم شهيرة في شيكاغو، ونابا، ونيويورك، وفي مطعم نوما في كوبنهاغن، وفي روساس، سافرت إلى الولايات المتحدة من سان فرانسيسكو إلى نيويورك وأنشأت مطعمًا في دالاس، وفي فلوريدا. ألقت بعض المحاضرات عن علوم الغذاء في جامعة نيويورك وهارفارد. وسافرت إلى المكسيك لمدة ثلاث سنوات للتعرف على الزراعة التقليدية للكاكاو وعملية صنع الشوكولاتة. وفي عام 2016، أنشأت مطعم نور في مدينة فاس، تعتبر الآن واحدة من أفضل الطهاة في المطبخ المغربي. في عام 2021، نشرت أول كتاب طبخ لها بعنوان "نجاة" (بالإنجليزية: Najat)‏.

## الإنجازات

### مطاعم
- السوق (دالاس، تكساس)
- بيريبي (كورال غيبلز، فلوريدا)
- نور (فاس، المغرب)

### كتب
2021: نجاة.

### التلفاز
برامج عن المطبخ المغربي (باللغة الإسبانية) في إسبانيا.